# Néstor Castagno
Néstor Gaudencio Castagno Bernhardt (Rafaela, provincia de Santa Fe, Argentina; 6 de abril de 1940-Santiago de Chile; 19 de marzo de 2005) fue un autor de teleseries de origen argentino radicado en Chile.
Tras haber estudiado odontología y dramaturgia, se radicó en Chile en 1962 y se insertó en el incipiente medio televisivo, como escritor y actor. Su primera telenovela como autor fue Los días jóvenes, en Canal 13, donde actuaron Leonardo Perucci, Silvia Santelices, Pepe Guixé, Eliana Vidal y Héctor Noguera, entre otros importantes actores.
Se mantuvo activo como escritor de telenovelas hasta el final de sus días. Su carrera anota hitos de audiencia como La Torre 10 (1984), Ámame (1993) y Rojo y Miel (1994), todos en TVN. Su última creación fue la telenovela Brujas (2005), esta vez en Canal 13. Sus últimas creaciones las hizo en dupla con su hija Daniella Castagno.
Falleció en su casa de Chicureo, víctima de un cáncer pulmonar que le había sido detectado cinco meses antes. La telenovela Brujas fue continuada por su hija Daniella Castagno con quien hacia dupla tiempos anteriores.

## Producciones
- 1964 – Teleteatros dominicales. (TV-13) Dir. Hugo Miller-Rafael Benavente-Teodoro Lowey.
- 1966-68 – Antología del cuento. (TV-13) Ciclos de teleteatros unitarios. Dir. Herval Rossano, junto a Raúl Ruiz, María E. Gertner, Patricio Manns, etc.
- 1966 – El Halcón. (TV-13) Serie infantil semanal. Dir. Herval Rossano.
- 1967 – Los días jóvenes (TV-13) Teleserie. Dir. Herval Rossano.
- 1968 – Incomunicados (TV-13) Teleserie juvenil.
- 1968-69 – Historias de jóvenes (TV-13) Serie trisemanal. Dir. Herval Rossano.
- 1968-69 – Esta mujer eres tú (TV-13) Serie semanal. Dir. Herval Rossano.
- 1969 – Don Camilo (TV-9, hoy canal 11). Serie trisemanal. Dir. Charly Elsesser.
- 1970 – Collage... Periodistas y algo más. Serie semanal (TV-9). Dir. Alberto Suárez.
- 1970 – El ídolo Teleserie juvenil (TV-13). Dir. Regis Bartizaghi.
- 1971 – Teleclub Juvenil (TVN). Serie semanal. Dir. Rodolfo Tosto.
- 1972 – Tachito y Cototo (TV-9) Serie infantil semanal. Dir. Alberto Suárez.
- 1974 – Historias de casados. (TV-13). Sitcom. Dir. Regis Bartizaghi
- 1976 – Tiempo de espera (TV-13) Teleserie juvenil. Dir. Juan Pablo O Ryan.
- 1977 – Los amigos (TV-13) Teleserie. Dir.Juan P. O`Ryan.
- 1978-79 – Libretos generales del Show del tío Alejandro y Sacapunta. (TV-13) Series de sketchs. Dir. Óscar Rodríguez.
- 1978-79-80 – (TV-13) Libretos de humor en Sábados Gigantes – Los Valverde, "¿Quién tiene la razón?" y "Don Francisco y Mandolino". Dir. Arturo Nicoletti.
- 1981 – Casagrande (TV-13) Teleserie. Adaptación. Dir. Ricardo de la Fuente.
- 1982 – La gran mentira (TVN). Dir. Herval Rossano.
- 1984 – La torre 10 (TVN). Teleserie. Dir. Vicente Sabatini.
- 1986 – La villa (TVN). Teleserie. Dir. Ricardo Vicuña.
- 1989 – A la sombra del ángel (TVN). Teleserie. Dir. René Schneider Arce.
- 1993 – Ámame (TVN). Junto a Daniella. Teleserie. Dir. María Eugenia Rencoret.
- 1994 – Rojo y Miel (TVN) junto a Daniella. Teleserie. Dir. María Eugenia Rencoret.
- 1995-98 – con Daniella trabajando en Televisa (México). Escribieron 4 teleseries, que aún no se producen. Entre ellas una remake de "La torre 10".
- 2000 – Santoladrón (TVN) junto a Daniella. Teleserie. Dir. María Eugenia Rencoret.
- 2002 – Más que amigos (TV-13) Serie semanal. Dir. Herval Abreu.
- 2003 – Machos (TV-13) Actuación. Dir. Herval Abreu.
- 2004 – Hippie (TV-13) Teleserie. Dir. Herval Abreu.
- 2005 – Brujas (TV-13) Teleserie. Dir. Guillermo Helo, Italo Galleani
- 2006 – Descarado (TV-13) Teleserie. Dir. Guillermo Helo, Italo Galleani

- Datos: Q6047401